# Sultanköy
Sultanköy é uma cidade turca do distrito de Marmara Ereğlisi, na província da Tekirdağ.

## Geografia
Sultanköy é uma cidade costeira do distrito de Marmara Ereğlisi, na província de Tekirdağ. Está localizada na Rumélia (Trácia, a porção europeia da Turquia) a nordeste de Marmara Ereğlisi. Está sobre a rodovia estadual D. 110 que conecta Istambul, situada 5 km, a Tekirdağ, situada a 48 km. Sua população, segundo censo de 2011, era 2708.

## História
Embora há um antigo assentamento chamado Parolíonto em torno da cidade moderna, Sultanköy foi fundada no século XVI pelos turcos do Irã e foi chamada Sultanşah, vindo a receber posteriormente o sufixo köy. O assentamento sofreu durante os últimos anos do Império Otomano, tendo sido ocupado pelos russos na Guerra russo-turca de 1877-1878, pelos búlgaros na Primeira Guerra Balcânica e pelos gregos na Primeira Guerra Mundial. Em 1999, foi declarada como sede dum distrito.